# Марокко на літніх Олімпійських іграх 1984
Марокко брала участь в Літніх Олімпійських іграх 1984 року в Лос-Анджелесі (США) в шостий раз за свою історію і завоювала дві золоті медалі. Збірну країни представляли 34 спортсмена (33 чоловіка та 1 жінка).

## Золото
- Легка атлетика, чоловіки, 5000 метрів — Саїд Ауїта.
- Легка атлетика, жінки, 400 метрів з бар'єрами — Навал Ель Мутавакель

## Склад олімпійської команди Марокко

### Бокс
Спортсменів — 4
- До 48 кг. Махджуб Мджіріх
- До 60 кг. Мустафа Фадлі
- До 63,5 кг. Хассан Лахмар
- До 71 кг. Абделлах Тібазі

### Легка атлетика
Спортсменів — 3
- Чоловіки, 800 метрів; 1500 метрів — Фаузі Лахбі.

- Чоловіки, 5000 метрів — Саїд Ауїта.

- Жінки, 400 метрів з перешкодами — Навал Ель Мутавакель.